# Великий Луг (Запоріжжя)
Великий Луг — рекреаційна місцевість на півночі правобережжя Запоріжжя. Розташована на правому березі Дніпра північніше Кічкаса, де й існувала німецька колонія Старий Кронсвейде Хортицької волості Катеринославського повіту.
Німці-меноніти почали селитися тут з 1789 року..
Станом на 1886 рік тут було 144 мешканця, 9 двори, колісний завод.
У районі розташовані клінічний санаторій «Великий Луг», будинки відпочинку, дитячі табори, лісові масиви, що складаються із хвойних дерев.